# Pierluigi Conforti
Pierluigi Conforti (15 juni 1946) is een Italiaans voormalig motorcoureur. Hij is eenmalig Grand Prix-winnaar in het wereldkampioenschap wegrace.

## Carrière
Conforti behaalde zijn eerste motorsportsuccessen in de heuvelklimmen. Op een Guazzoni werd hij in 1970 en 1972 kampioen van Toscane. Ook werd hij in 1972 tweede in het nationale kampioenschap. In 1975 debuteerde hij in de 125 cc-klasse van het wereldkampioenschap wegrace tijdens de Grand Prix der Naties op een Malanca, waarin hij vijfde werd. Ook reed hij in de seizoensafsluiter in Joegoslavië op een Morbidelli en eindigde hierin als tweede achter Dieter Braun. In 1976 reed hij twee races; in Italië werd hij achtste op een Yamaha en in Spanje werd hij zevende voor Morbidelli.
In 1977 kwam Conforti uit in vijf races van het WK 125 cc en in vier races van het WK 250 cc voor Morbidelli en Yamaha. In de 250 cc was een vijfde plaats in Joegoslavië zijn beste resultaat. In de 125 cc wist hij de seizoensfinale in Groot-Brittannië te winnen, zodat hij met 30 punten tiende werd in de eindstand. In 1978 reed hij zeven races in de 125 cc voor MBA, met een podiumfinish in Joegoslavië, in twee races van de 250 cc voor Yamaha, waarin hij allebei uitviel, en in zijn enige twee WK 350 cc-races voor Morbidelli en Yamaha, waarin hij eveneens niet aan de finish kwam. Dat jaar werd hij op een Yamaha wel kampioen in de 350 cc-klasse van het Italiaans kampioenschap wegrace. In 1979 reed hij in de 125 cc- en 250 cc-races van de Grand Prix der Naties. In de 125 cc werd hij voor MBA zevende, terwijl hij zich in de 250 cc op een Yamaha niet wist te kwalificeren.
In 1980 reed Conforti in het WK 250 cc in de seizoensopener in Italië, waarin hij voor Yamaha derde werd. In 1981 stapte hij over naar een Kawasaki en reed hierop in de Grand Prix van San Marino, met een vierde plek in de race als resultaat. In 1982 werd hij tiende in zijn laatste Grand Prix in Italië.